# La tragedia spagnola
La tragedia spagnola è una tragedia di Thomas Kyd, unico testo rimasto della sua produzione, scritta tra il 1582 e il 1592. Si tratta di una cosiddetta "tragedia di vendetta". L'opera costituì un modello cui si ispirò l'Amleto di William Shakespeare, che infatti presenta alcune analogie con la tragedia di Kyd, per esempio l'iniziale apparizione di un fantasma e il fatto che nell'opera venga allestito uno spettacolo teatrale che porta terribili conseguenze per i personaggi.

## Trama
I giovani Horatio e Bellimperia sono colpiti da un amore a prima vista, e per questo si incontrano segretamente in un giardino. Qui però Balthazar, invaghito della giovane, con l'aiuto di Lorenzo pugnala e impicca Horatio. Tuttavia il padre della vittima, Hieronimo, giura vendetta, e per questo, in occasione delle nozze tra Balthazar e Bellimperia, fa rappresentare uno spettacolo teatrale, che porta però a una serie di omicidi: Hieronimo uccide Balthazar, mentre Bellimperia fa lo stesso con Lorenzo, prima di suicidarsi. In seguito Hieronimo confessa la propria macchinazione al viceré e a Don Ciprian, ma per non fare i nomi dei complici si taglia la lingua coi denti, riuscendo poi a uccidere Ciprian. Infine, l'uomo rivolge il coltello contro sé stesso, togliendosi la vita.

## Datazione
Nella sua Introduzione all'opera La fiera di San Bartolomeo, il drammaturgo Ben Jonson allude a quest'opera risalente a venticinque o trent'anni fa. Se presa letteralmente, la citazione farebbe risalire l'opera di Kyd ad un periodo dal 1584 al 1589, date che concordano con quanto sappiamo dell'opera. Tuttavia la data esatta di composizione rimane sconosciuta, sebbene si sia ipotizzato che possa essere stata scritta tra il 1583 ed il 1591; molte prove sono a favore del fatto che essa sia stata completata prima del 1588, basandosi sul fatto che la tragedia non faccia nessun riferimento alla Invincibile Armata, come le possibili allusioni presenti in alcune opere di Thomas Nashe, come Preface to Greene's Menaphon, scritta nel 1589 e The Anatomie of Absurdity, scritta tra il 1588 ed il 1589. In base a queste supposizioni, il 1587 è più probabile.

## Rappresentazione
La compagnia elisabettiana di attori Lord Strange's Men rappresentò un dramma registrato con il titolo di Jeronimo il 23 febbraio 1592 al The Rose dell'impresario teatrale Philip Henslowe; l'opera fu replicata per sedici volte fino al 22 gennaio 1593 e fu il successo dell'intera stagione teatrale. Risulta tuttavia improbabile che quella del febbraio 1592 fosse la prima dell'opera, dal momento che non fu registrata in quella data da Henslowe come ne ovvero come nuova. Non è infatti chiaro se l'opera registrata con il titolo di Jeronimo fosse in realtà The Spanish Tragedy.
Il 7 gennaio 1597 l'opera di Kyd fu nuovamente rappresentata da un'altra compagnia teatrale: gli Admiral's Men, che la replicarono per dodici volte dal 19 luglio 1593 all'ottobre, in collaborazione con una seconda compagnia, i Pembroke's Men, che allestirono un singolo spettacolo l'11 ottobre 1597. I registri di Henslowe suggeriscono che l'opera fu rappresentata nuovamente nel 1601 e nel 1602 e la compagnia inglese viaggiò in un tour nel 1601 in Germania. Il successo fu tale che vennero fatti degli adattamenti dell'opera sia in tedesco che in olandese.

### Rappresentazioni contemporanee
La prima rappresentazione contemporanea dell'opera risale al 1982 presso il Royal National Theatre e più precisamente nel Cottesloe Theatre, con Michael Bryant come protagonista nella parte di Hieronimo, con la regia di Michael Bogdanov; e successivamente nel Lyttelton Theatre nel 1984. È stata poi la volta della Royal Shakespeare Company che l'ha rappresentata tra il 1996 ed il 1998 con la regia di Michael Boyd. L'opera di Kyd non ha mai avuto una trasposizione cinematografica.

## Pubblicazione
La tragedia di Kyd fu registrata nello Stationers' Register dal libraio Abel Jeffes il 6 ottobre 1592. L'opera fu pubblicata in quarto non datato sebbene la sua pubblicazione sia sicuramente precedente alla fine del 1592; questo primo quarto fu stampato da Edward Allde ma pubblicato non con i diritti del libraio che l'aveva registrato,  Abel Jeffes, ma con quelli di un altro libraio, Edward White.